# ألان شامبرز
ألان شامبرز هو سياسي كندي، ولد في 14 يناير 1904، وتوفي في 1981. حزبياً، نشط في الحزب الليبرالي الكندي. وقد انتخب عضو مجلس العموم الكندي.